# 9670 Magni
9670 Magni este un asteroid din centura principală de asteroizi.

## Descriere
9670 Magni este un asteroid din centura principală de asteroizi. A fost descoperit pe 10 iulie 1997 la Campo Imperatore de Andrea Boattini. El prezintă o orbită caracterizată de o semiaxă mare de 2,99 ua, o excentricitate de 0,05 și o înclinație de 10,3° în raport cu ecliptica.